# 北広島町議会
北広島町議会（きたひろしまちょうぎかい）は、広島県北広島町に設置されている地方議会である。2025年3月4日告示、12人が無投票当選。

## 概要
- 定数：12人[2]
- 任期：2025年3月13日 - 2029年3月12日
- 議長：湊 俊文　※再任[3]
- 副議長：亀岡純一　※再任
町議会は正副議長共に2年交代を申し合わせている[4]。
- 北広島町議会事務局：広島県山県郡北広島町有田1234番地[5]

## 党派
- 公明党（1人）
- 日本共産党（1人）
- 無所属（10人）

## 委員会
- 常任委員会
  - 総務常任委員会（定数6人）
  - 産業建設常任委員会（定数5人）
  - 議会広報常任委員会（定数6人）
- 議会運営委員会（定数5人）

## 議員報酬と諸手当
- 議長：月額 293,000円
- 副議長：月額 246,000円
- 議員：月額 221,000円
- 期末手当は、6月1日及び12月1日（基準日）

## 議会だより
- きたひろしま議会だより（発行責任者：議長湊俊文 発行：北広島町議会 編集：議会広報常任委員会）年4回発行[7]

## 議員定数
| 投開票日                      | 定数 | 立候補者 |
| ----------------------------- | ---- | -------- |
| 2005年3月13日                 | 26   | 30       |
| 2009年3月8日                  | 20   | 24       |
| 2013年3月10日                 | 18   | 19       |
| 2017年3月5日                  | 16   | 17       |
| 2021年3月2日告示 2021年3月7日 | 12   | 12       |
| 2025年3月4日告示 2021年3月9日 | 12   | 12       |

## 歴代議長
- 加計雅章
- 藤堂修壮
- 伊藤久幸
- 宮本裕之
- 濱田芳晴
- 湊 俊文　※再任

## 沿革
- 2005年 - 山県郡の4町（大朝町・芸北町・千代田町、豊平町）が合併して北広島町が成立。北広島町議会、発足。
- 2021年3月2日告示、12人、無投票当選[8]。
- 2022年10月24日、山形しのぶ町議が議員辞職[9]。12月7日、広島県議会議員選挙に立候補表明[10][11]。2023年4月9日、無所属・新人・自民党推薦で県議選に出馬した山形は初当選を果たし県議に転身した[12]。
- 2025年3月告示、12人、無投票当選[2]。

## 出身者
- 山形しのぶ（広島県議会議員）[13]